# Primocandelabrum
Il primocandelabro (gen. Primocandelabrum) è un organismo estinto, rappresentante della fauna di Ediacara. Visse nell'Ediacarano (circa 560 milioni di anni fa) e i suoi resti fossili sono stati ritrovati in Canada e in Inghilterra.

## Descrizione
Questo organismo era fornito di appendici frondose robuste e allungate, che si dipartivano da uno stelo centrale originatosi a sua volta da una struttura simile a un disco piatto. In alcuni fossili questo disco è fornito di lunghe strutture simili a spine che si estendevano a raggiera al di sotto di esso. Le appendici frondose si diramavano in strutture più piccole e sottili. In generale, la parte superiore di Primocandelabrum ricordava vagamente l'aspetto di un cavolfiore. Primocandelabrum poteva superare l'altezza di 20 centimetri. 

## Classificazione
Primocandelabrum venne descritto per la prima volta nel 2008, sulla base di resti fossili ritrovati nella penisola Bonavista (Terranova), in Canada. Altri fossili attribuiti a questo genere sono stati in seguito ritrovati in Inghilterra, nella foresta di Charnwood (Leicestershire). La specie tipo è P. hiemaloranum. 
Primocandelabrum è un rappresentante della fauna di Ediacara, che comprende numerosi organismi pluricellulari di incerta affinità, rinvenuti per la prima volta nella zona di Ediacara in Australia ma in seguito ritrovati in tutto il mondo. Primocandelabrum, in particolare, sembrerebbe essere un rappresentante dei rangeomorfi, organismi ediacarani comprendenti forme simili alle attuali penne di mare.